# 6 juni
Den här artikeln handlar om datumet 6 juni. I Sverige är det nationaldag sedan 1983 och från 2005 även helgdag. För årliga firandet av Sveriges dag och tidigare "svenska flaggans dag", se Sveriges nationaldag.

6 juni är den 157:e dagen på året i den gregorianska kalendern (158:e under skottår). Det återstår 208 dagar av året.

## Återkommande bemärkelsedagar

### Nationaldagar
- Sveriges nationaldag (före 1983 svenska flaggans dag)

## Namnsdagar

### I den svenska almanackan
- Nuvarande – Gustav och Gösta
- Föregående i bokstavsordning
  - Candida – Namnet fanns, till minne av en romersk martyr från 300-talet, på dagens datum före 1774, då det utgick.
  - Gusten – Namnet infördes på dagens datum 1986, men utgick 1993.
  - Gustav – Namnet förekom tidvis på både 6 juli och 9 december, innan det 1708 flyttades till 27 mars. 1774 flyttades det till dagens datum, där det har funnits sedan dess, även i formen Gustaf, till minne av att Gustav Vasa valdes till svensk kung denna dag 1523.
  - Gösta – Namnet infördes på dagens datum 1986 och har funnits där sedan dess.
- Föregående i kronologisk ordning
  - Före 1774 – Candida
  - 1774–1900 – Gustav eller Gustaf
  - 1901–1985 – Gustav
  - 1986–1992 – Gustav, Gusten och Gösta
  - 1993–2000 – Gustav och Gösta
  - Från 2001 – Gustav och Gösta
- Källor
  - Brylla, Eva (red.): Namnlängdsboken, Norstedts ordbok, Stockholm, 2000. ISBN 91-7227-204-X
  - af Klintberg, Bengt: Namnen i almanackan, Norstedts ordbok, Stockholm, 2001. ISBN 91-7227-292-9

### Finlandssvenska almanackan
- Nuvarande från 2020[1] – Gustav, Gösta, Ava, Gustava
- I föregående revideringar[a][2]
  - 1929–1949 – Gustav, Gustava
  - 1950–1972 – Gustav, Gösta
  - 1973–2019 – Gustav, Gösta, Gustava

## Händelser
- 1523 – Den 27-årige adelsmannen och upprorsledaren Gustav Eriksson (Vasa), har sedan 1521, som ledare för befrielsekriget mot danskarna, varit Sveriges riksföreståndare. Denna dag blir han, under ett riksmöte i Strängnäs, vald till Sveriges kung.[3] Även om hela Sverige ännu inte helt är i svenska händer (Stockholm intas först på midsommarafton, den sista svenska borgen Viborg faller i svenska händer först 10 oktober och freden sluts först året därpå) brukar kungavalet ses som det symboliska slutet på Sveriges medlemskap i Kalmarunionen, vilket symboliserar landets återvunna självständighet. Därför firas 6 juni sedan 1915 som svenska flaggans dag och sedan 1983 som Sveriges nationaldag.
- 1654 – Sveriges regerande drottning Kristina abdikerar från den svenska tronen vid en ceremoni i rikssalen på Uppsala slott och därmed avslutas Vasaättens tid på den svenska tronen, på dagen 131 år efter att dess förste medlem Gustav Vasa blev kung. Kristinas abdikation grundar sig dels i det faktum, att hon vill bli katolik, vilket är förbjudet i det strängt protestantiska Sverige, dels att hon inte vill gifta sig för att skaffa en tronarvinge. Efter mycket motstånd från ständerna har hon 1649 lyckats få sin kusin Karl Gustav utnämnd till tronföljare och denne blir kung och kröns samma dag med kunganamnet Karl X Gustav. Med honom tillträder den pfalziska ätten, som kommer att inneha tronen till 1720.
- 1683 – Den engelske forskaren Elias Ashmole låter öppna sin samling böcker och antikviteter, däribland uppstoppade djur, i Olde-Ashmole-byggnaden i Oxford för allmänheten. Detta blir grunden till The Ashmolean Museum som blir världens första museum för allmänheten och inträdespriset varierar beroende på hur länge man tänker vara där. Museet finns än idag (2025), men den nuvarande byggnaden är från 1897.
- 1809 – En ny svensk regeringsform antas, då tre av de fyra ståndens talmän undertecknar den (bondeståndet dröjer ytterligare några veckor) och riksföreståndaren hertig Karl stadfäster den. Därigenom avskaffas gustavianska tidens kungliga envälde och Sverige får istället en regeringsform grundad på maktdelningsprincipen (makten delas mellan kungen och riksdagen). Den medeltida ståndsriksdagen bibehålls, trots att de radikala vill införa tvåkammarriksdag. Under ledning av ett statsråd på nio ledamöter (som blir till- och avsatta av kungen), ska den sammanträda vart femte år. Kungen har den verkställande (styrande) makten, i det att han utfärdar administrativa och ekonomiska förordningar, men han ska ta råd från statsråden och statssekreterarna, som är ansvariga inför riksdagen och inte kungen. Sveriges riksbank och Riksgäldskontoret underställs riksdagen, som helt och hållet får den beskattande makten. Kungen och riksdagen delar på den lagstiftande makten, medan den dömande helt läggs på Högsta domstolen. Visserligen ska kungen utse domare, men domstolsväsendet blir självständigt genom att utsedda domare blir oavsättliga. Slutligen tvingas adeln avstå från sina företrädesrättigheter till statliga ämbeten. Sedan hertigen har stadfäst den nya grundlagen väljs han till Sveriges kung med namnet Karl XIII. Dock är detta endast en tillfällig lösning, då den 60-årige kungen är gammal, skröplig och barnlös, varför frågan om en ny tronföljare återstår att lösa.
- 1844 – Tygförsäljaren George Williams grundar på St. Paul’s Churchyard 72 i London föreningen Kristliga Föreningen av unga män (förkortat KFUM; engelska: Young Men’s Christian Association; YMCA). Han är upprörd över de fruktansvärda förhållandena för unga arbetare i den brittiska huvudstaden och skapar därför föreningen, för att de ska ha någonstans att ta vägen, ”som inte leder dem i frestelse”, och att man där ska kunna praktisera kristna principer, genom att utveckla ”en sund själ i en sund kropp”. Kvinnovarianten på föreningen (KFUK, engelska: YWCA) grundas 1855 och svenska avdelningar av föreningarna grundas 1885 (kvinnor) respektive 1887 (män). Idag är mansföreningen med 58 miljoner medlemmar världen över världens största och äldsta ungdomsrörelse.
- 1907 – Det tyska kemiföretaget Henkel & Cie börjar i sin huvudort Düsseldorf marknadsföra Persil, som blir världens första tvättmedel för hushållsbruk. Tidigare tvättmedel har mest bestått av pulvriserad tvål, men Henkels kemister har funnit ett sätt att sammanföra blekmedlet natriumperborat med grundtvättmedlet silikat och enligt reklamen skapas därmed bubblor, som ”gör tvättbrädans jobb”.
- 1912 – Vulkanen Novarupta i Alaska får ett utbrott, som varar i tre dagar och är det största i världen under 1900-talet (till exempel 10 gånger så stort som Mount Saint Helens utbrott 1980).
- 1944 – De allierade inleder Operation Overlord, genom vilken brittiska, amerikanska och kanadensiska styrkor från södra Storbritannien far över Engelska kanalen och landstiger i Normandie i norra Frankrike. Därmed påbörjas den allierade befrielsen av det av Nazityskland ockuperade Europa och man öppnar ”andra fronten” på kontinenten, vilket den sovjetiske ledaren Josef Stalin länge har efterfrågat, för att avhjälpa Röda arméns kamp mot tyskarna på östfronten. Dagen går till historien som D-dagen eller Den längsta dagen.
- 1970 – Experimentkärnreaktorn R1 på Kungliga Tekniska högskolan i Stockholm stängs av, efter att ha körts i nästan 16 år (sedan 1954). Den har varit Sveriges första kärnreaktor, som har skapats för att experimentera med kärnkraft, men då andra svenska kärnreaktorer nu har tillkommit behöver man inte längre ha någon reaktor på KTH.
- 1973 – Den svenska riksdagen antar i en första omröstning en ny svensk regeringsform. Eftersom det är en ny grundlag behöver den antas i två omröstningar med riksdagsval emellan, men då ett val hålls redan i september samma år kan den andra omröstningen hållas redan 27 februari året därpå, varpå regeringsformen träder i kraft 1 januari 1975. I den nya grundlagen byts den gamla inledningsformuleringen ”Kungen äger att allena styra riket” ut mot ”All offentlig makt utgår från folket” och kungen får endast ceremoniella uppgifter. Detta blir alltså första gången, som regeringsformen officiellt anger, att Sverige är en parlamentarisk och konstitutionell monarki, trots att kungen inte har utövat någon makt sedan 1914 och parlamentarismen har införts 1917.
- 1982 – Israel inleder en invasion av Libanon efter att palestiniern Abu Nidal den 3 juni har försökt mörda Israels ambassadör i Storbritannien Shlomo Argov. Genom att driva ut den palestinska befrielseorganisationen PLO ur Libanon och installera en pro-israelisk regering hoppas Israel, som premiärminister Menachem Begin uttrycker det, få till en 40-årig fred. Sedan den israelvänlige presidentkandidaten Bashir Gemayel i september har blivit mördad grusas de israeliska planerna och gerillatrupper bekämpar sedan den israeliska ockupationen av södra Libanon i 18 år, fram till 2000.
- 1993 – Mongoliet håller sitt första direkta presidentval.
- 2003 – Den nybyggda ostindiefararen Götheborg sjösätts i Göteborgs hamn. Fartyget är en replik av den ostindiefarare, som sjönk vid inloppet till Göteborgs hamn 1745 och byggandet av det nya fartyget har pågått sedan 1995. 2005–2007 genomför man en seglats i de gamla ostindiefararnas spår fram och tillbaka till Kina.

## Födda
- 1436 – Johannes Regiomontanus, tysk matematiker och astronom
- 1519 – Andrea Cesalpino, italiensk botaniker, filosof och naturvetare
- 1539 – Katarina, svensk prinsessa, grevinna av Ostfriesland 1559–1599
- 1599 – Diego Velázquez, spansk barockmålare
- 1606 – Pierre Corneille, fransk dramatisk skald, känd som ”den franskklassiska tragedins fader”
- 1733 – Lorens Pasch den yngre, svensk målare
- 1755 – Nathan Hale, amerikansk officer, patriot och revolutionär
- 1795 – Bedford Brown, amerikansk demokratisk politiker, senator för North Carolina 1829–1840
- 1826 – Sixten Flach, svensk godsägare, kabinettskammarherre och riksdagspolitiker
- 1850 – Ferdinand Braun, tysk fysiker, mottagare av Nobelpriset i fysik 1909
- 1856 – Gustaf Ranft, svensk skådespelare
- 1861 – Joseph M. Terrell, amerikansk demokratisk politiker, guvernör i Georgia 1902–1907 och senator för samma delstat 1910–1911
- 1872 – Alexandra av Hessen ("Alix"), Rysslands tsaritsa 1894–1917 (gift med Nikolaj II)
- 1875 – Thomas Mann, tysk författare, mottagare av Nobelpriset i litteratur 1929
- 1884 – Gustav Möller, svensk socialdemokratisk politiker, Sveriges socialminister 1924–1926, 1932–1936, 1936–1938 och 1939–1951 samt handelsminister 1938–1939
- 1886 – Hjalmar Nilsson, svensk agronom, rektor och högerpolitiker
- 1893 – Calle Jularbo, svensk dragspelsmusiker
- 1896 – Italo Balbo, italiensk flygpionjär och fascistisk politiker
- 1898 – Ninette de Valois, brittisk ballerina och koreograf
- 1901
  - Helmuth Stieff, tysk generalmajor (avrättad 1944)
  - Sukarno, indonesisk politiker, Indonesiens premiärminister 1945–1949 och president 1949–1967
- 1903 – Aram Chatjaturjan, armenisk tonsättare
- 1909 – Isaiah Berlin, brittisk filosof och politisk teoretiker
- 1915 – Miriam Davenport, amerikansk målare och skulptör
- 1916 – Jack Miller, amerikansk republikansk politiker och jurist, senator för Iowa 1961–1973
- 1917 – Maria Montez, amerikansk skådespelare
- 1918
  - Kenneth Connor, brittisk skådespelare
  - Edwin G. Krebs, amerikansk biokemist, mottagare av Nobelpriset i fysiologi eller medicin 1992
- 1924
  - Lill Arncloo, svensk skådespelare
  - Göran Malmqvist, svensk språkforskare, översättare och sinolog, ledamot av Svenska Akademien 1985-2019
- 1926 – Lars Ekborg, svensk skådespelare
- 1928 – R.D. Wingfield, brittisk deckarförfattare
- 1929 – Sunil Dutt, indisk skådespelare och politiker
- 1930 – Annalisa Wenström, svensk skådespelare
- 1931 – Rolf Bengtson, svensk skådespelare, sångare och komiker
- 1932 – Billie Whitelaw, brittisk skådespelare
- 1933 – Heinrich Rohrer, schweizisk fysiker, mottagare av Nobelpriset i fysik 1986
- 1934 – Albert II, kung av Belgien 1993–2013
- 1943 – Richard Smalley, amerikansk kemist, mottagare av Nobelpriset i kemi 1996
- 1944
  - Phillip A. Sharp, amerikansk genetiker och molekylärbiolog, mottagare av Nobelpriset i fysiologi eller medicin 1993
  - Tommie Smith, amerikansk friidrottare
- 1945 – Allen Boyd, amerikansk demokratisk politiker, kongressledamot 1997–2011
- 1947
  - David Blunkett, brittisk labourpolitiker, parlamentsledamot 1987–, Storbritanniens inrikesminister 2001–2004
  - Robert Englund, amerikansk skådespelare
- 1948
  - Rocco Buttiglione, italiensk politiker och professor i statsvetenskap
  - Jürgen Marcus, tysk sångare
- 1952 – Marsha Blackburn, amerikansk republikansk politiker, senator för Tennessee 2019–
- 1955 – Stefan Sauk, svensk skådespelare
- 1956 – Björn Borg, svensk tennisspelare och klädformgivare, bragdmedaljör
- 1958 – Paul Burrell, brittisk betjänt, skribent och mediepersonlighet, betjänt vid brittiska hovet
- 1959 – Marie Richardson, svensk skådespelare
- 1961
  - Tom Araya, amerikansk musiker, sångare och basist i gruppen Slayer
  - Aldo Costa, italiensk ingenjör
- 1963
  - Jason Isaacs, brittisk skådespelare
  - Anthony Starke, amerikansk skådespelare
- 1964 – Jay Bentley, amerikansk musiker, basist i punkgruppen Bad Religion
- 1967 – Paul Giamatti, amerikansk skådespelare
- 1971 – Magnus Dahlberg, svensk kompositör och filmmusikarrangör
- 1972 – Marko Kiprusoff, finländsk ishockeyspelare
- 1973 – Jackie Arklöv, svensk legosoldat och mördare
- 1975 – Niklas Sundström, svensk hockeyspelare
- 1978
  - Carl Barât, brittisk musiker, frontman och gitarrist i gruppen Dirty Pretty Things
  - Judith Barsi, amerikansk barnskådespelare
- 1979
  - Emil Lindroth, svensk musikproducent och skådespelare
  - Shanda Sharer, amerikansk flicka och mordoffer
- 1980 – Torbjörn Nilsson, svensk journalist
- 1984 – Igor Cukrov, kroatisk sångare
- 1985 – Jane Moran, australisk vattenpolospelare
- 1987 – Niklas Hjalmarsson, svensk ishockeyspelare
- 1994
  - Moa Lignell, svensk sångare och låtskrivare
  - Jenny Rissveds, svensk mountainbikecyklist, OS-guld 2016
- 2001 – Rayan Aït-Nouri, fransk-algerisk fotbollsspelare

## Avlidna
- 1803 – Josiah Tattnall, amerikansk demokratisk-republikansk politiker och militär, senator för Georgia 1796–1799 och guvernör i samma delstat 1801–1802
- 1832 – Jeremy Bentham, brittisk jurist och filosof, grundare av utilitarismen och rättspositivismen
- 1833 – Alexander Buckner, amerikansk jacksonisk politiker, senator för Missouri sedan 1831
- 1855 – Andrew Parsons, amerikansk demokratisk politiker, guvernör i Michigan 1853–1855
- 1861 – Camillo di Cavour, italiensk statsman, Italiens premiärminister sedan 17 mars 1861
- 1870 – Ferdinand von Wrangel, rysk friherre, amiral och sjöfarande
- 1878 – Robert Stirling, brittisk präst och uppfinnare av stirlingmotorn
- 1922 – Lillian Russell, amerikansk sångare och skådespelare
- 1928 – John D. Works, amerikansk republikansk politiker och jurist, senator för Kalifornien 1911–1917
- 1937 – William Henry Thompson, amerikansk demokratisk politiker och jurist, senator för Nebraska 1933–1934
- 1938 – Rafael Guízar Valencia, mexikansk romersk-katolsk biskop och helgon
- 1940 – Arthur Zimmermann, tysk politiker, Tysklands utrikesminister 1916–1917
- 1941 – Louis Chevrolet, amerikansk racerförare, grundare av bilmärket Chevrolet
- 1946 – Gerhart Hauptmann, tysk författare, mottagare av Nobelpriset i litteratur 1912
- 1948 – Louis Lumière, fransk uppfinnare, tillsammans med sin bror Auguste skapare av filmen
- 1955 – Joseph Jefferson Farjeon, engelsk författare, dramatiker och manusförfattare
- 1956 – Hiram Bingham III, amerikansk upptäckare, historiker och politiker, senator för Connecticut 1924–1933 och guvernör i samma delstat 1925
- 1961 – Carl Gustav Jung, schweizisk psykiater, psykolog, författare, idéhistoriker och mystiker
- 1962 – Yves Klein, fransk målare, skulptör och performanceartist
- 1963 – William Baziotes, amerikansk konstnär inom abstrakt expressionism
- 1968
  - Randolph Churchill, brittisk konservativ politiker, parlamentsledamot 1940–1945
  - Robert F. Kennedy, amerikansk demokratisk politiker och jurist, USA:s justitieminister 1961–1964 (mördad)
- 1969 – Rafael Osuna, mexikansk tennisspelare
- 1976 – J. Paul Getty, amerikansk oljemagnat och konstsamlare
- 1982 – Gösta Rodin, svensk regissör, manusförfattare och filmklippare
- 1984
  - Albert Deborgies, fransk vattenpolospelare
  - Peter Höglund, svensk skådespelare
- 1986 – Marrit Ohlsson, svensk skådespelare och dansare
- 1991 – Stan Getz, amerikansk jazzsaxofonist
- 1993 – James Bridges, amerikansk regissör
- 1996 – George D. Snell, amerikansk immunolog, mottagare av Nobelpriset i fysiologi eller medicin 1980
- 1999 – Berta Hall, svensk skådespelare
- 2000 – Håkan Lidman, svensk häcklöpare, bragdmedaljör
- 2001 – Ami Priyono, indonesisk skådespelare och regissör
- 2005
  - Anne Bancroft, amerikansk skådespelare
  - Dana Elcar, amerikansk skådespelare
- 2006 – Billy Preston, amerikansk soulmusiker och kompositör
- 2009 – Jean Dausset, fransk immunolog, mottagare av Nobelpriset i fysiologi eller medicin 1980
- 2011 – Nils-Bertil Dahlander, svensk trumslagare och jazzmusiker
- 2012
  - Vladimir Krutov, rysk hockeyspelare
  - Monica Lind, svensk skådespelare och sångare
- 2013
  - Jerome Karle, amerikansk kemist, mottagare av Nobelpriset i kemi 1985
  - Esther Williams, amerikansk simmare och skådespelare
- 2014 – Lorna Wing, brittisk psykiater, forskare om autism och Aspergers syndrom
- 2015 – Richard Johnson, brittisk skådespelare
- 2016 – Peter Shaffer, brittisk författare, dramatiker och manusförfattare
- 2021 – Ei-ichi Negishi, japansk kemist, mottagare av Nobelpriset i kemi 2010
- 2023 – Ardy Strüwer, svensk konstnär, komiker och manusförfattare